# Івало
Івало (фін. Ivalo) — село в Фінляндії, входить до складу волості Інарі, повіту Лапландія.
Поруч розташовано випробувальний полігон фінського виробника шин Nokian Tyres. Площа полігону — понад 700 га. Тут понад 20 випробувальних треків, їх загальна протяжність перевищує 100 км.